# 서지뇨 데스트
서지뇨 지어니 데스트(영어: Sergiño Gianni Dest, 영어 발음: /ˈsədʒɪnjoʊ ˈdɛst/, 2000년 11월 3일~)는 네덜란드 출신 미국의 축구 선수로 포지션은 풀백이다. 현재 에레디비시의 PSV 에인트호번과 미국 축구 국가대표팀에서 활동하고 있다. 대한민국에서는 이름 Sergiño를 네덜란드어식으로 읽은 세르지뇨 데스트로도 알려져 있다.
2018년 용 아약스에서 프로 축구 선수 경력을 시작했고 2019년 7월 AFC 아약스에 데뷔했다. 2020년 아약스 올해의 재능으로 선정되었고 2020년 골든 보이 수상 최종 후보에 포함되어 14등을 차지했다. 2020년 10월 2100만 유로(약 316억 원)의 이적료로 FC 바르셀로나로 이적했고 코파 델 레이 2020-21 우승을 달성했다. 2022년 AC 밀란, 2023년 PSV 에인트호번으로 각각 1시즌 동안 임대 선수로 활동했고 PSV 소속으로 에레디비시 2023-24 우승을 달성한 후 2024년 6월 PSV로 완전 이적했다.
데스트는 2019년 9월 미국 축구 국가대표팀에 데뷔했고 2019년 미국 올해의 남자 축구 유망주로 선정되었다. 그는 미국 대표팀 소속으로 2021년 CONCACAF 네이션스리그 결선 토너먼트, 2023년 CONCACAF 네이션스리그 결선 토너먼트, 2024년 CONCACAF 네이션스리그 결선 토너먼트 우승을 달성했다.

## 구단 경력
2020년 10월 1일 바르셀로나는 데스트의 영입을 발표했다. 계약 기간은 5년이다. 이적료는 초기 2100만 유로이다. 옵션에 따라 2600만 유로가 될 수 있다. 바이아웃은 4억 유로이다.